# Batería de iones de litio de estado sólido
La batería de iones de litio de estado sólido  tiene el potencial de ofrecer tres veces la densidad de energía de una típica batería de iones de litio de 2011, a menos de la mitad del costo por kilovatio-hora. 
Este enfoque elimina carpetas, separadores y electrolitos líquidos.  Mediante la eliminación de estos, "puede conseguir alrededor del 95% de la densidad de energía teórica de los materiales activos". Las baterías de estado sólido no se recalientan o arden, como las baterías tradicionales de iones de litio. Son mucho más seguras, ya que no utilizan el electrolito líquido.

## John B. Goodenough
El 28 de febrero de 2017 John B. Goodenough y su equipo de la Universidad de Texas publicaron un artículo en la revista Energy and Environmental Science demostrando una batería de estado sólido de bajo coste, no inflamable, con una larga vida en ciclos de carga, alta densidad energética y con altas velocidades de carga y descarga. En lugar de electrolitos líquidos la batería usa electrolitos cristalizados que permiten el uso de un ánodo de metal alcalino que evita la formación de dendritas degeneradoras del ánodo.
Goodenough y su colega portuguesa María Helena Braga y a través de la Universidad de Texas tienen la patente de los electrolitos de estado sólido y continúan su investigación sobre baterías en otras patentes.